# Couturierina piptadeniastrae
Couturierina piptadeniastrae är en insektsart som beskrevs av Matile-ferrero och Le Ruyet 1985. Couturierina piptadeniastrae ingår i släktet Couturierina och familjen skålsköldlöss. Inga underarter finns listade i Catalogue of Life.